# Mont Iō (Akan)
Pour les articles homonymes, voir Mont Iō (Iō-jima), Mont Iō (Shiretoko) et Mont Iō (Yatsugatake).
Le mont Iō (硫黄山, Iō-zan), aussi appelé mont Iwo, est un volcan situé dans l'île de Hokkaidō au Japon. Il se trouve aux limites de la ville de Teshikaga.
De 1876 à 1970, la montagne était exploitée pour ses gisements de soufre, d'où son nom. Pour les Aïnous, la montagne s'appelle Atosanupuri (« montagne nue »). Malgré sa désolation apparente et sa faible altitude de 508 m, elle abrite plusieurs plantes alpines dont des colonies de pins nains de Sibérie, des rhododendron diversipilosum et autres membres de la famille des Ericaceae.